# Cordylanthus
Cordylanthus es un género  de plantas fanerógamas perteneciente a la familia Orobanchaceae, anteriormente clasificada en Scrophulariaceae.   Comprende 42 especies descritas y de estas, solo 18 aceptadas.

## Taxonomía
El género fue descrito por Nutt. ex Benth. y publicado en Prodromus Systematis Naturalis Regni Vegetabilis 10: 597–498. 1846.    La especie tipo es: Cordylanthus filifolius Nutt. ex Benth. 

## Especies seleccionadas
- Cordylanthus bemardinus
- Cordylanthus bernardinus
- Cordylanthus bicolor
- Cordylanthus bolanderi
- Cordylanthus brunneus
- Cordylanthus parviflorus